# Société des études juives
La Société des études juives, fondée à Paris en 1880, est une société savante dont les principaux domaines de recherche sont la religion, la culture et l'histoire du peuple juif ainsi que l'exégèse biblique.

## Caractéristiques
Elle fut dirigée notamment par les rabbins Israël Lévi et Mayer Lambert, et par les professeurs Théodore Reinach et André Caquot. 
Sa bibliothèque se trouve à la bibliothèque de l'Alliance israélite universelle.
Elle publie la Revue des études juives.

## XXIesiècle
Depuis 2011, la Société des études juives et la Fondation pour la Mémoire de la Shoah avec le soutien du Fonds Alain de Rothschild décernent, chaque année, un prix de thèse d’études juives en langue française (anthropologie, histoire, linguistique, littérature, pensée juive, philologie, philosophie, études bibliques, littérature rabbinique, sociologie).
En 2019, elle organise à son premier congrès à Strasbourg, consacré au thème des « mondes juifs d'hier et d'aujourd'hui ».

## Présidents
- 1880-? : James de Rothschild

[...]
- 1897-? : Maurice Vernes

[...]
- 1932-1940 : Louis-Germain Lévy

[...]
- 1949-1952 : Pierre-Maxime Schuhl

[...]
- depuis 2013 : Daniel Tollet